# Сидар Гроув (Њу Џерзи)
Сидар Гроув (енгл. Cedar Grove) град је у америчкој савезној држави Њу Џерзи.

## Демографија
По попису из 2000. године број становника је 12.300.
| Група             | 2000.          | 2010.    |
| Белци             | 10.777 (87,6%) | 0 (0,0%) |
| Афроамериканци    | 368 (3,0%)     | 0 (0,0%) |
| Азијати           | 667 (5,4%)     | 0 (0,0%) |
| Хиспаноамериканци | 393 (3,2%)     | 0 (0,0%) |
| Укупно            | 12.300         | 0        |